# Emanuele Canonica
Emanuele Canonica (* 7. Januar 1971 in Moncalieri, Provinz Turin) ist ein italienischer Berufsgolfer der European Tour. Er zählt zu den besten Longhittern der Tour.
Nachdem er 1990 die italienischen Juniorenmeisterschaft gewonnen hatte und im siegreichen Nationalteam bei den European Youths' Championship vertreten war, schlug Canonica 1991 die Berufslaufbahn ein.
Er qualifizierte sich 1994 für die European Tour und ist seither, trotz anfänglicher Schwierigkeiten, ständiges Mitglied dieser Turnierserie. Canonica verbesserte sein Ranking stetig und erreichte 2000 seine beste Geldranglistenplatzierung mit Rang 27, ohne jedoch einen Sieg einfahren zu können. Im Jahre 2004 wollte er deshalb schon seine Karriere beenden, doch Familie und Freunde – darunter der bekannte Fußballer Gianluca Vialli – bewogen ihn zum Weitermachen. Tatsächlich schaffte Canonica 2005 seinen ersten Turniersieg bei den angesehenen Johnnie Walker Championship at Gleneagles.
Der Italiener gewann die European Tour Driving Distance Kategorie (bei der es um die Länge der Abschläge geht) dreimal in Folge in den Jahren von 1998 bis 2000 und erneut 2002.
Canonica war für sein Land sowohl im Dunhill Cup als auch im World Cup am Start und war auch Mitglied in der Mannschaft Kontinentaleuropas bei der Seve Trophy 2005.

## Turniersiege
- 2005 Johnnie Walker Championship at Gleneagles (European Tour)
- 2008 Mallorca Golf Island Skins Game

## Teilnahmen an Teambewerben
- Alfred Dunhill Cup (für Italien): 1996, 1999
- World Cup (für Italien): 1999, 2006
- Seve Trophy (für Kontinentaleuropa): 2005